# ドリス・イエ
ドリス・イエ（Doris Yeh、本名：葉 湘怡（イェ・シァンイー）、1977年9月19日 - ）は台湾宜蘭県出身の女性ミュージシャン。ブラックメタルバンド「閃靈樂團（ChthoniC/ソニック）」の紅一点メンバーで、バンドリーダーとベーシストを務める。同ボーカルで時代力量所属立法委員の林昶佐（フレディ・リム）の夫人。芸名としてのドリスのほか、「桃樂絲（ドロシー）」、そこから派生した「阿桃（アータオ。桃ちゃんの意味）」のニックネームがある。

## 人物

### 家族
1977年、宜蘭県羅東鎮で出生。幼いころは三人姉妹でJPOPをよく聴き、少年隊、酒井法子、斎藤由貴などのファンだった。
台湾電視公司の創設した台視大楽団で父がベーシストだった影響を受け、幼少のころからベースのほか、バレエ、ピアノを学ぶ。
24歳時の2001年にボーカルのフレディと正式に結婚。バンド活動での借金もあり、挙式は2004年だった。2017年2月に女児を出産、一女の母となった。

### ミュージシャン
楽曲や受賞などのディスコグラフィについてはソニック (バンド)を参照。

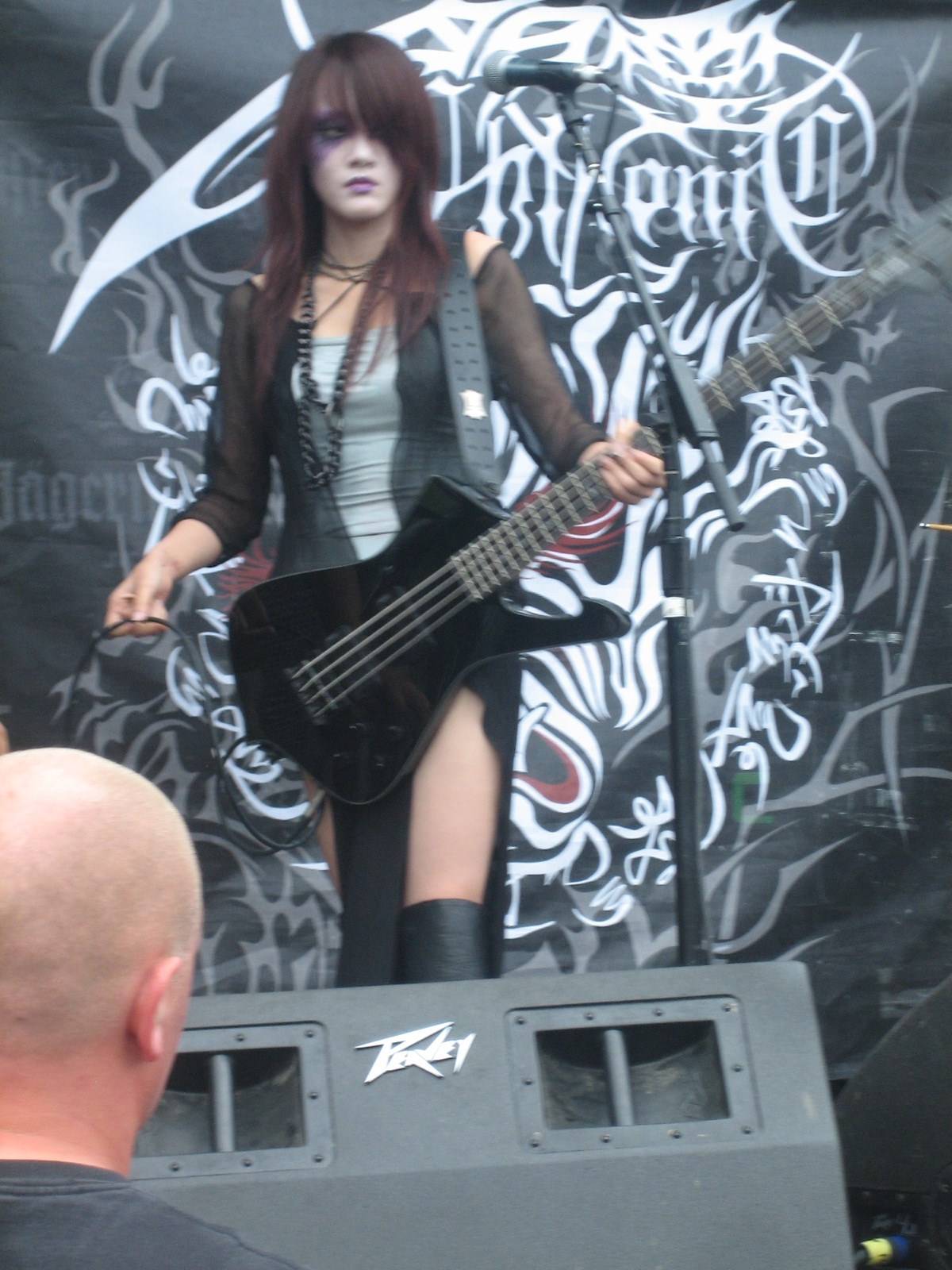
ソニックではベーシストを務める（2007年）

#### ソニック加入前
中学卒業後は国立台北商業専科学校（台北商専）の五專部（商業高専全日制に相当。現在の国立台北商業大学の前身。）に進学、学長を説得して音楽サークルを設立。自分の声が好きではなかったことからボーカルを避け、キーボードもやる気にならずベースを選んだ。父親は当時、ドリス（の個性）はバンドには合わないと思っていて、成人すれば普通の勤め人になると考えており、「父にとって、娘がブラックメタルのベーシストになることなど予想外だったろう。」と述べている。
台北商専時代のバンドサークルでは自身のステージネームを「Jenny（ジェニー）」と名乗っていたが、その後アイルランドのロックバンドクランベリーズでボーカルを務めるドロレス・オリオーダン（Dolores Mary Eileen O’Riordan）のファンになったことから現在の「Doris（ドリス）」に改名している。サークルの部室の確保さえままならず、校内の礼拝堂に近い一室を気に入ったが、既に使用されていたためそこの主だった合唱部との協議で間借りすることになった。ライブを開いたり、ビデオを見せて新入生を勧誘し、校内でCDを売って部費を稼いでいた。
1995年から台北で始まったインディーズ系の野外フェス「野台開唱（Formoz Festival）」にサークルメンバーとともに参加、オーガナイザーも務めている。
高専卒業後、進学するか先に就職するかの選択を迫られたドリスは記者になろうとして国立政治大学への進学を目指したが、成績上の事情で国立中興大学法商学院（現・国立台北大学）公共行政系（系は学科に相当）を選んでいる。

#### ソニック加入後
大学では先輩の林昶佐と知り合い、4年時の1999年にベーシストとしてソニック加入を果たす。数年でブラックメタル界を席巻し、ドリスも実力派かつセクシーベーシストとして認知されるようになる。2008年にはバンドのリーダーに選ばれた。
自らの音楽活動のほか、上記のとおり高校時代からロックフェスのオーガナイザーを長く務め、2016年には日本での台湾カルチャーの祭典「台ワンダフル」座長として、後輩を支えた。

### 機材
機材はかつてはアイバニーズ、その後は日本のイーエスピーで、両社からドリスのシグネチャーモデルも発売されている。

### 女優
2010年の台湾映画「目涙」（Tears）に檳榔西施役で出演している。
2017年のコメディ映画「衝組」でソニックメンバーとともに本人役として出演、既に出産前に近い体型に戻っており話題となった。

### 雑誌
世界各国で多数の音楽雑誌、大衆娯楽雑誌の表紙を飾ったほか、ミュージシャンとして、または女性として各種ランキングで上位に選ばれている。
世界的な男性雑誌「FHM」では中文国際版の表紙を飾り、イギリス、オーストラリア、ドイツ、メキシコなど計8か国で記事が掲載され、台湾の芸能人では最多記録となっている。
英国の音楽雑誌「テロライザー（Terrorizer）」の読者投票でベスト・ベーシスト2位（2009年）に、米国の音楽雑誌「リボルバー（Revolver）」で史上最もセクシーなヘヴィメタル・アーティストに選ばれたり、ポーランドの音楽雑誌「Teraz Rock」の「最も美しい女性」で首位（2013年）となった。
日本でも東京の外国人向けフリーマガジン「メトロポリス」の表紙を飾ったり、ロック雑誌『BURRN!』で最優秀ベーシストの3位に選出されている。
2014年、サマーソニック出演を控えて水着姿のポスターを披露した。
2015年、台湾国内のネット上のコメントを解析する調査機関「DailyView（網路温度計）」の「国内10大美女ロックミュージシャン」で圧倒的な1位にランクインした。

## イメージキャラクター
- 2012年 - ゲームソフト「ディアブロIII」[18]
- 2015年 - ESPアジア地区のイメージキャラクターを務めている[2]。

## エピソード

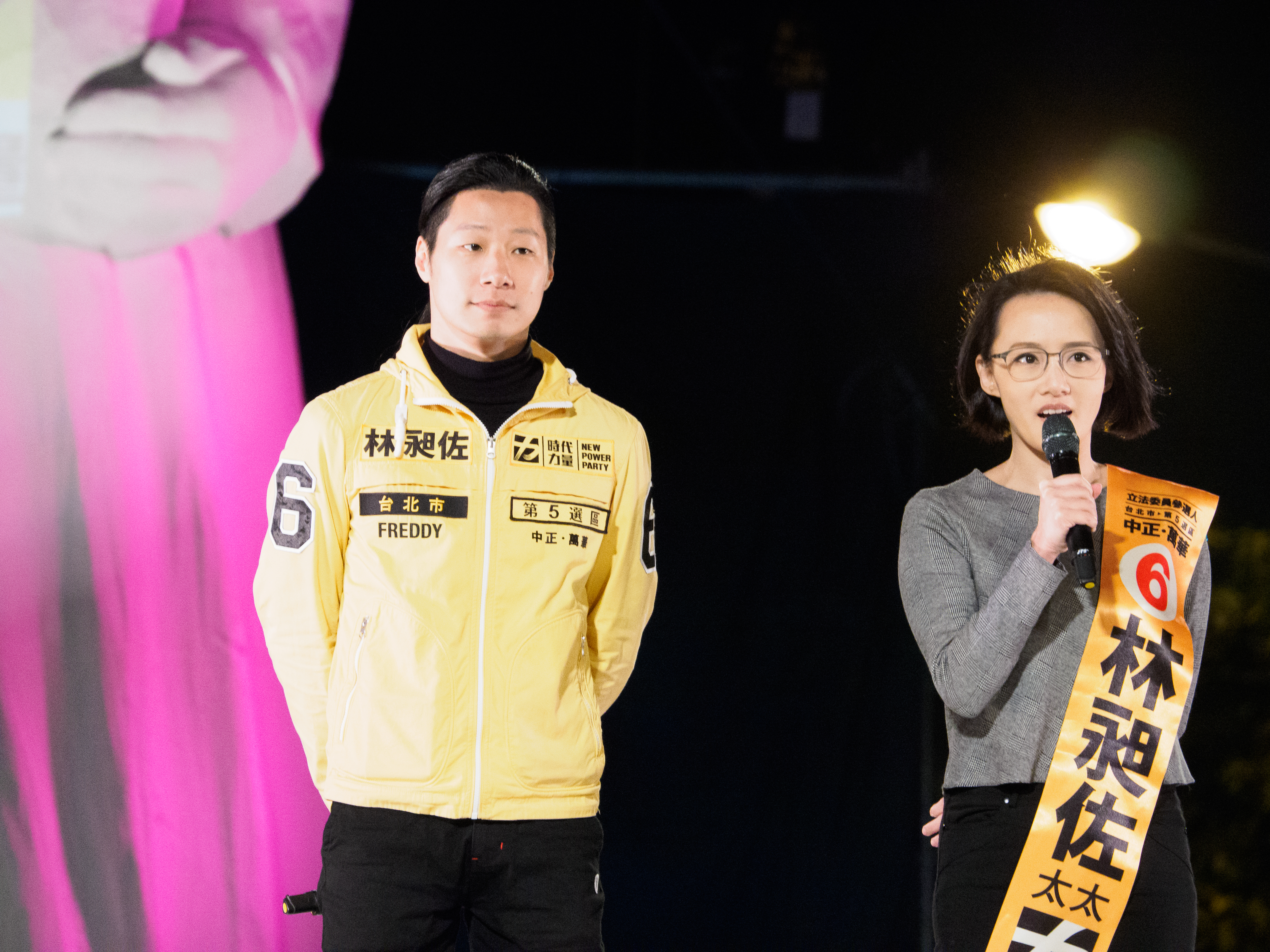
「林昶佐太太（林の妻）」と書かれた襷を着用して夫フレディの選挙活動に同伴するドリス。（2016年1月）

### 議員夫人
2016年1月、フレディが立法委員選挙の候補者だったときは地味な街宣活動にも参加して夫の当選を後押しした。当選後はミュージシャン同士としての共同生活が一変、夫婦別々の仕事に就くことになったため、「このような状況は10年来で初めてで、慣れるように適応中。」と述べている。
2019年3月のインタビューでは「立法委員林昶佐の妻としては夫の立法委員再選を望んでいない。」とする一方「バンドリーダーの立場としては政治家継続を望んでいる。」と語るなど複雑な胸中を明かしている。これについては、多くの外国のミュージシャンたちに『ソニックの音楽は台湾の歴史そのもので、フレディには台湾人の魂があるから、もし政治的メッセージの発信を継続できるならこれほど素晴らしいことはない』という反応を示されたことを理由としている。
2019年8月、夫のフレディが時代力量を離党し、次期立法委員選挙を無所属で戦うことを表明した際は、これまで通り夫の政治活動を支えることと、蔡英文支持を改めて表明した。

### 発言
2016年1月、TWICEのツウィが中国からのバッシングで謝罪させられた事件（ツウィ謝罪事件）では騒動の発端となった黄安ではなく中国政府を激しく非難した。
和平紀念日を控えた2016年2月末、国立政治大学で学生が犠牲者の誕生日を書いた文書を校内の蔣介石像に貼り付けたが、警備担当者が排除したことを理由に学校側を非難している。
同年6月、当時の行政院長だった林全が『中華台北（チャイニーズ・タイペイ）は中華民国である』と発言した際には「自分は海外公演で台湾出身であることは外国人は理解しており、罵倒してくるのは中国人だけ」と反発している。
2018年中華民国統一地方選挙期間中は高雄市で韓国瑜の対立候補だった民主進歩党の陳其邁支持を表明していた。
2019年7月、香港民主化デモの様子に心を痛め、総統選挙では蔡英文に投票すると表明している。

### その他
2007年、米国セントルイスの在米華僑と面会し、本土意識や独立意識が高まったという。
2014年に出版した自伝では、北欧ツアー時に泥酔したスウェーデンのミュージシャンによる変態行為に辟易した話などを盛り込んでいる。
2015年、姦通罪の廃止に賛成意見を表明していた（2017年廃止へ向けて司法改革が始動。）
2016年春の訪日旅行中に湯布院で熊本地震に遭遇し、ホテルの屋外に浴衣姿のまま避難し一夜を過ごした。議員活動中だった夫フレディとは一時連絡が取れなくなったものの、被害はなかった。
妊娠中は胎教として娘に台湾語を聞かせていた。1歳になった長女のあまりの可愛さに夫のフレディやその父が大物女優と同名の林志玲（リン・チーリン）に改名しようと言い出したことを暴露している。

## 著書
- 2012年 - 写真集「Doris 火燒‧島」（CDのパッケージ品として。EAN 4717954162239）[34]。
- 2014年 - 到哪找這款女性，世界一等搖滾女王（明日工作室発行、ISBN 9789862907191）

### 註釈
1. ↑  2019年離党